# Куп три нације 2006.
Куп три нације 2006. (службени назив: 2006 Tri Nations Series) је било 11. издање овог најквалитетнијег репрезентативног рагби такмичења Јужне хемисфере.
Такмичење је освојио Нови Зеланд.

## Учесници
Напомена:
|   | Селекција                          | Стадион                             | Селектор         | Капитен        |
| - | ---------------------------------- | ----------------------------------- | ---------------- | -------------- |
| 1 | Рагби репрезентација ЈАР           | Сокер сити, Јоханезбург (94 700)    | Џејк Вајт        | Виктор Метфилд |
| 2 | Рагби репрезентација Новог Зеланда | Еден Парк, Окланд (50 000)          | Сер Грејам Хенри | Ричи Мако      |
| 3 | Рагби репрезентација Аустралије    | Стадион Аустралија, Сиднеј (84 000) | Џон Коноли       | Џорџ Греган    |

## Такмичење
Нови Зеланд - Аустралија 32-12
Аустралија - Јужна Африка 49-0
Нови Зеланд - Јужна Африка 35-17
Аустралија - Нови Зеланд 9-13
Аустралија - Јужна Африка 20-18
Нови Зеланд - Аустралија 34-27
Јужна Африка - Нови Зеланд 26-45
Јужна Африка - Нови Зеланд 21-20
Јужна Африка - Аустралија 24-16

## Табела
|   | Селекција   | ИГ | Д | Н | И | ПД  | ПП  | ПР  | БП | Б  |  |
| - | ----------- | -- | - | - | - | --- | --- | --- | -- | -- |  |
| 1 | Ол блекси   | 6  | 5 | 0 | 1 | 179 | 112 | +67 | 3  | 23 |  |
| 2 | Валабиси    | 6  | 2 | 0 | 4 | 133 | 121 | +12 | 3  | 11 |  |
| 3 | Спрингбокси | 6  | 2 | 0 | 4 | 106 | 185 | -79 | 1  | 9  |  |

| Победник Купа три нације 2006. |
| ------------------------------ |
| Нови Зеланд 7. титула          |

## Индивидуална стастика
Највише поена
- Ден Картер 99, Нови Зеланд

Највише есеја
- Жак Фурије 3, Јужна Африка